# Мальцев, Георгий Николаевич
Георгий Николаевич Мальцев (4 мая 1928, Дроздовка, Вотская автономная область — 30 октября 2002, Асбест, Свердловская область) — Герой Социалистического Труда (1974), машинист экскаватора Уральского асбестового горно-обогатительного комбината имени 50-летия СССР Министерства промышленности строительных материалов СССР в Свердловской области, почётный работник комбината «Ураласбест».

## Биография
Родился 4 мая 1928 года в селе Дроздовка (ныне — Алнашский район, Удмуртия).
Свою трудовую деятельность начал рабочим на строительстве железной дороги в 1944 году. За что был удостоен медали «За доблестный труд». Проходил срочную службу в Советской Армии.
После демобилизации переехал в Асбест, где работал дежурным электриком карьера Южного рудоуправления. Окончив школу рабочей молодежи по специальности «электрик» и «машинист экскаватора», с 1954 года устроился работать машинистом экскаватора Южного рудоуправления.
Был членом КПСС, делегатом XXIII съезда КПСС, членом горкома партии, членом комитета народного контроля.

## Награды
За свои достижения был награждён:
- 1946 — медаль «За доблестный труд в Великой Отечественной войне 1941—1945 гг.»;
- 1966 — орден Ленина «за выполнение плана семилетки 1958—1965 гг.», показав самую высокую производительность на комбинате «Ураласбест» в 15,6 миллионов тонн руды;
- 08.01.1974 — звание Герой Социалистического Труда с золотой медалью Серп и Молот и орден Ленина «за выдающиеся заслуги, достигнутые в развитии чёрной металлургии»;
- 1977 — звание «Почётный гражданин города Асбест».